# Komissariwka
Komissariwka (ukrainisch Комісарівка; russisch Комиссаровка/Komissarowka) ist eine Siedlung städtischen Typs im Osten der Ukraine mit etwa 1700 Einwohnern.

## Geographie
Der Ort ist in der Oblast Luhansk liegt am Fluss Losowa nahe der Oblastgrenze zur Oblast Donezk, etwa 22 Kilometer südwestlich der Rajonshauptstadt Perewalsk und 58 Kilometer südwestlich der Oblasthauptstadt Luhansk gelegen.
Komissariwka bildet verwaltungstechnisch zusammen mit dem Dorf Werhuliwka (Вергулівка) sowie den Ansiedlungen Borschykiwka (Боржиківка) und Depreradiwka (Депрерадівка) eine Siedlungsratsgemeinde.

## Geschichte
Der Ort wurde im 19. Jahrhundert als Golubowka gegründet, 1917 in Komissariwka/Komissarowka umbenannt und 1963 schließlich zu einer Siedlung städtischen Typs ernannt.
Seit Sommer 2014 ist der Ort im Verlauf des Ukrainekrieges durch Separatisten der Volksrepublik Lugansk besetzt.